# Alexandre Koyré
Alexandre Koyré (původním jménem Александр Владимирович Койракский, Aleksandr Vladimirovič Kojrakskij) (29. srpna 1892, Taganrog, Rostovská oblast Ruska – 28. dubna 1964, Paříž) byl historik a filosof vědy ruského původu, který po většinu života působil v Paříži.

## Život
V Rostově na Donu a v Tbilisi získal humanitní vzdělání a znalost klasických jazyků. Roku 1908 odešel do Göttingenu, kde na tamější univerzitě studoval filosofii u Edmunda Husserla a matematiku u Davida Hilberta. Roku 1911 přešel na pařížskou Sorbonnu, za války bojoval v ruské armádě. Po I. světové válce se oženil a usadil v Paříži, kde spolupracoval mj. s Gastonem Bachelardem a Alexandrem Kojèvem, který po něm převzal přednášky o Hegelovi. Opakovaně pobýval a přednášel také v USA.

## Počátky novověké vědy
Koyré se sice věnoval hlavně počátkům novověké vědy, začal však jako historik náboženství a odtud čerpal hlubší porozumění pro myšlenky a vývoj věd od 16. století, jak o tom svědčí například jeho kniha Mystikové, spiritualisté, alchymisté 16. století v Německu. Byl totiž přesvědčen, že i spisy vědců je třeba chápat na pozadí jejich doby. Zabýval se zejména Galileim, Descartesem, Platónem a Newtonem a ve své nejslavnější knize Od uzavřeného světa k nekonečnému vesmíru (původně přednášky v USA z roku 1959) popsal proměny pohledu na svět od Mikuláše Kusánského a Giordana Bruna k Newtonovi. Koyré odmítal „positivistickou“ představu, že by ke změnám v pohledu na svět vedla experimentální fakta. Podle něho jde především o změnu teoretického pohledu, který pak vede i výběr a uspořádání experimentů. Ukázal také, že lidé jako Galileo experimentovali podstatně méně, než se obvykle soudí, a že jejich experimenty byly často jen myšlenkové. Například slavný pokus s pádem koulí z věže v Pise sice Galileův životopisec stručně zmiňuje, Koyré však doložil, že se patrně nikdy nekonal. Galilei totiž věděl, že pokus už před ním dělal Benedetti a že hliněná koule dopadla později než kovová.

## Problém přirozeného světa
Podobně jako Husserl a Patočka, zabýval se i Koyré problémem „dvojího světa“, v němž moderní člověk žije: vedle světa běžného života, Husserlova Lebenswelt, chápeme svět také v pojmech abstraktní matematizované vědy, která důležité části lidského světa (hodnoty, intuice, krásu, lidské vztahy apod.) z metodických důvodů vypouští. Přitom – jak Koyré ukázal – dokonce i při vědeckých objevech hrají tyto stránky důležitou roli.

## Vliv
Koyré ovlivnil řadu historiků a filosofů, zejména T. Kuhna, jehož slavná práce o vědeckých revolucích se o Koyrého silně opírá, nebo teoretického fyzika P. Feyerabenda.

## České překlady
- Od uzavřeného světa k nekonečnému vesmíru. Praha: Vyšehrad, 2004.
- Mystikové, spiritualisté, alchymisté 16. století v Německu. Praha: Malvern, 2006.
- Rozhovory nad Descartem. Praha: Vyšehrad, 2006.